# Pseudidyla
Pseudidyla is een geslacht van slakken uit de  familie van de Clausiliidae.

## Soorten
De volgende soorten zijn bij het geslacht ingedeeld:
- Pseudidyla boettgeri H. Nordsieck, 1981 †
- Pseudidyla gonyptyx (O. Boettger, 1877) †
- Pseudidyla martingrossi Harzhauser & Binder in Harzhauser et al., 2008 †
- Pseudidyla moersingensis (O. Boettger, 1877) †
- Pseudidyla polyptyx (O. Boettger, 1877) †
- Pseudidyla schultzi Binder, 2004 †
- Pseudidyla standfesti (Penecke, 1891) †

### Nomen dubium
- Pseudidyla undatistria (O. Boettger, 1877) †

### Synoniemen
- Pseudidyla (Canaliciella) H. Nordsieck, 1981 † => Pseudidyla O. Boettger, 1877
- Pseudidyla (Canaliciella) boettgeri H. Nordsieck, 1981 † => Pseudidyla boettgeri H. Nordsieck, 1981 †
- Pseudidyla vindobonensis Papp & Thenius, 1954 † => Macrogastra vindobonensis (Papp & Thenius, 1954) †
- Pseudidyla voesendorfensis Papp & Thenius, 1954 † => Macrogastra voesendorfensis (Papp & Thenius, 1954) †